# Trichosteleum permixtum
Trichosteleum permixtum là một loài rêu trong họ Sematophyllaceae. Loài này được Cardot mô tả khoa học đầu tiên năm 1915.